# Amir Mokri
Amir Mokri (11 juni 1956) is een Iraans cameraman (director of photography).
Mokri werd in Iran geboren als Amir M. Mokri en emigreerde in 1977 naar de Verenigde Staten. Hij begon daar eerst aan een formele film opleiding aan het Emerson College. In 1982 studeerde hij af aan de American Film Institute met een Master of Fine Arts in Cinematography. Sinds 1994 is hij lid van de Academy of Motion Pictures Arts and Sciences. Zijn bekendste werken zijn onder meer de actie-avonturenfilms Transformers: Dark of the Moon, Man of Steel en Transformers: Age of Extinction. Morki ontving twee Independent Spirit Award-nominaties voor beste camerawerk met de films SlamDance in 1988 en Life Is Cheap... But Toilet Paper Is Expensive in 1991.

## Filmografie
- 1987: Slam Dance
- 1987: House of the Rising Sun
- 1989: Blue Steel
- 1989: Eat a Bowl of Tea
- 1989: Life Is Cheap... But Toilet Paper Is Expensive
- 1990: Pacific Heights
- 1991: Queens Logic
- 1991: Whore
- 1992: Freejack
- 1993: The Joy Luck Club
- 1996: Eye for an Eye
- 2000: Coyote Ugly
- 2001: Don't Say a Word
- 2002: The Salton Sea
- 2003: Bad Boys II
- 2004: Taking Lives
- 2005: Lord of War
- 2007: National Treasure: Book of Secrets
- 2008: Vantage Point
- 2009: Fast & Furious
- 2011: Season of the Witch
- 2011: Transformers: Dark of the Moon
- 2013: Man of Steel
- 2014: Transformers: Age of Extinction
- 2014: Good Kill
- 2015: Pixels
- 2016: Birth of the Dragon
- 2017: Once Upon a Time in Venice
- 2018: Anon